# Beats per minute
Beats per minute (BPM), eller slag per minut er en frekvensenhed, der typisk bruges enten som et tempomål indenfor musik, eller som et mål af ens hjerterytme. En hastighed på 60 bpm betyder at ét slag vil forekomme hvert sekund. Ét bpm er lig 1/60 Hz.

## Musik
BPM-tempoet i et stykke musik er almindeligvis angivet i dets partitur som et metronommærke:
Dette indikerer, at der er 120 fjerdedelsnodeslag per minut.
I simple tempoangivelser er det almindeligt at vise tempo i form af nodevarighed forneden.
En 4/4 angives således ved en kvart-node og 2/2 ved en halv-node.

## Hjerterytme BPM til træning og undervisningsbrug
Hvis du er bevidst omkring musikstykkets hastighed kan du bevidst vælge musikstykker som er at fortrække alt efter dit øvelsesvalg:
- Styrkeprægede øvelser – 95-120 BPM
- Hip-Hop – 90-120 BPM
- Trin og danse – 100-130 BPM
- Svingende øvelser – 100-130 BPM
- Løb – 140-180 BPM